# ماوريسيو مونتيرو
ماوريسيو مونتيرو (بالإسبانية: Mauricio Montero Chinchilla)‏ (19 أكتوبر 1963 في كوستاريكا - ) هو مدرب كرة قدم ولاعب كرة قدم كوستاريكي في مركز الدفاع، شارك في كأس العالم 1990. وشارك مع منتخب كوستاريكا لكرة القدم. أما مع النوادي، فقد لعب مع نادي ألاجولينسي ونادي رامونينسي.

## وصلات خارجية
- ماوريسيو مونتيرو على موقع الاتحاد الدولي (مؤرشف)  (الإنجليزية)
- ماوريسيو مونتيرو على موقع قاعدة بيانات كرة القدم.إي يو (الإنجليزية)
- ماوريسيو مونتيرو على موقع ناشيونال فوتبول تيمز (الإنجليزية)